# Croix de cimetière de Saint-Gérand

La croix de cimetière de Saint-Gérand est située au cimetière au nord de l'église du bourg de Saint-Gérand dans le Morbihan.

## Historique
La croix de cimetière de Saint-Gérand fait l’objet d’une inscription au titre des monuments historiques depuis le 29 mars 1935.